# Comté de Koochiching
Le comté de Koochiching est situé dans l’État du Minnesota, aux États-Unis. Il comptait 14 355 habitants en 2000. Son siège est International Falls.

## Villes
- Big Falls
- International Falls
- Littlefork
- Mizpah
- Northome
- Ranier

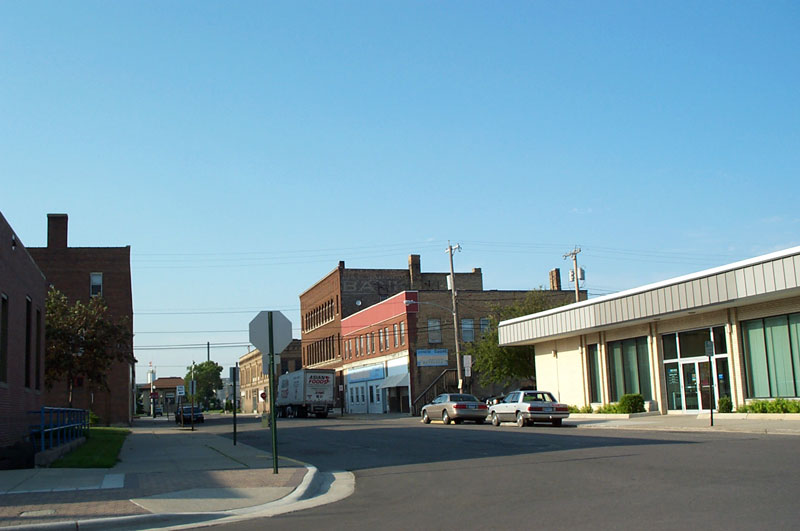
International Falls.
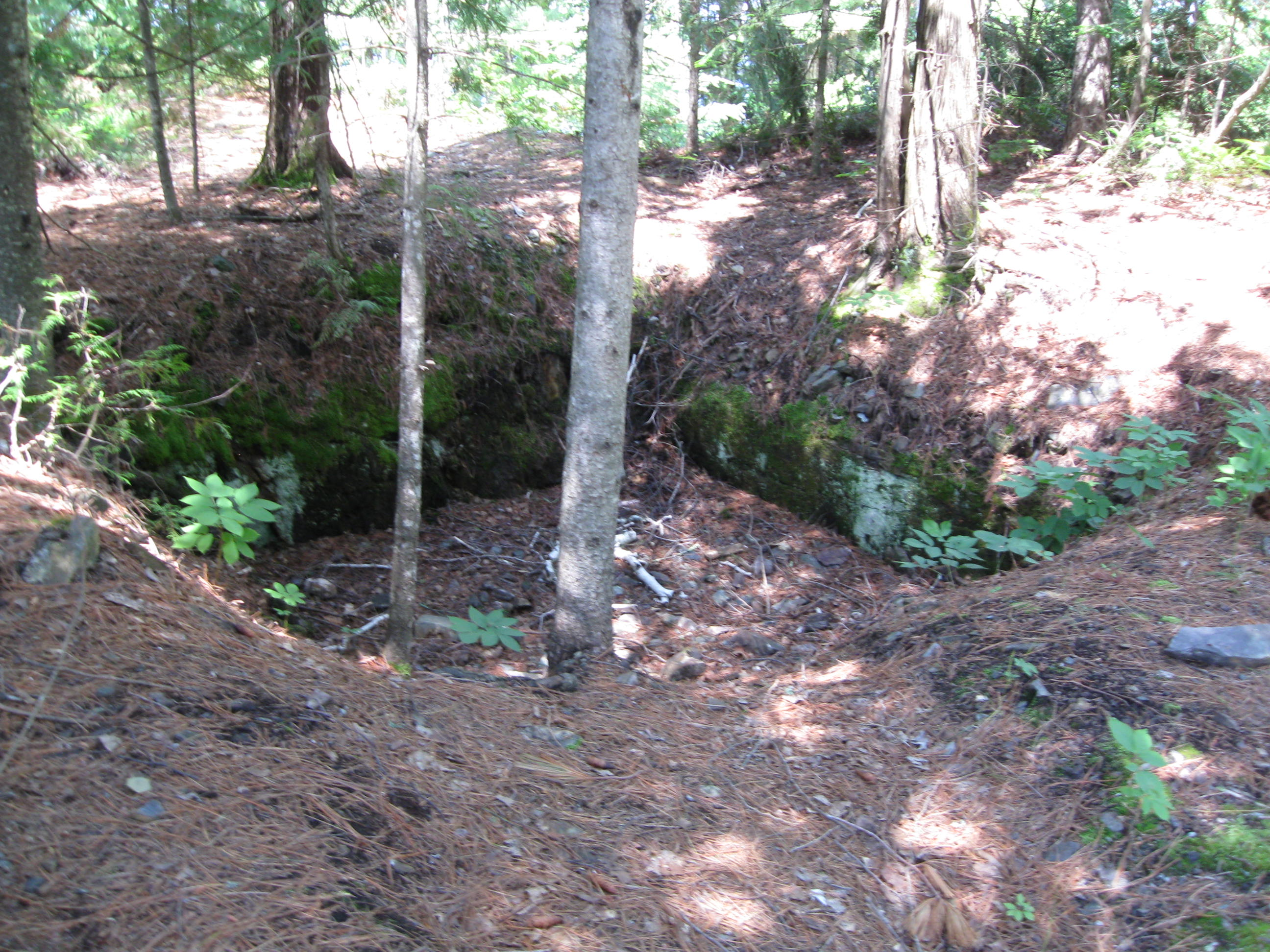
Lyle Mine, une des anciennes mines d'or des Gold Mine Sites.
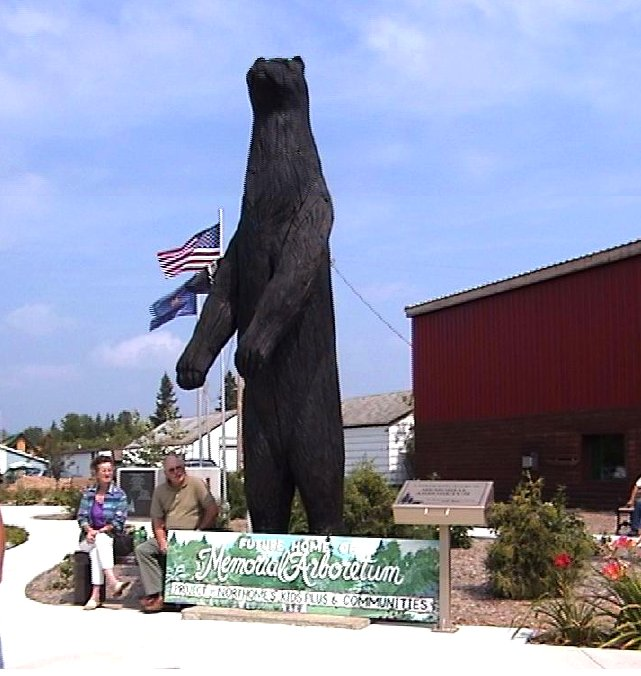
Statue d'un ours noir à Northome.